# پل لو ژیون
پل لو ژیون (انگلیسی: Paul Le Jeune; ۱۵۹۱ – ۱۶۶۴) مبلغ مذهبی انجمن عیسی اهل فرانسه بود. او از سال ۱۶۳۲ تا ۱۶۳۹ به عنوان مافوق یسوعیان در کانادا خدمت کرد. در دوران تصدی خود، مأموریتی را در تروا ریویر آغاز کرد، انجمن را در سیلری تأسیس کرد و شاهد تأسیس بیمارستان اوتل-دیو (کبک) بود.